# Warta (Schiff)
Die ORP Warta war ein Frachtschiff, das die polnische Marine von 1924 bis 1927 als Transporter nutzte. 1916 in den Vereinigten Staaten gebaut, fuhr es zunächst als P.L.M. 5 unter französischer Flagge und führte von 1927 bis 1934 weiterhin als Warta die polnische Handelsflagge. Nach dem Verkauf erhielt sie 1935 den Namen Turul und war zunächst in Ungarn, ab 1940 bis zur Abwrackung 1954 in Panama registriert. Das Schiff war benannt nach dem Fluss Warthe (polnisch Warta), einem Nebenfluss der Oder in Polen.

## Bau und technische Daten
1916 suchte die französische Eisenbahngesellschaft „Compagnie des chemins de fer de Paris à Lyon et à la Méditerranée“ (PLM) oder kurz Compagnie Paris-Lyon-Méditerranée mit Sitz in Paris Schiffsraum, um ihre Lokomotiven mit Kohle aus England zu versorgen und kaufte das bereits geplante Schiff bei der Schiffswerft Great Lake Engineering Works in Ecorse/Michigan. Das Schiff wurde 1916 auf der Werft unter der Baunummer 163 auf Kiel gelegt und lief im gleichen Jahr auch vom Stapel. Die Auslieferung des schlicht P.L.M. 5 getauften Schiffes an die Reederei fand im Oktober 1916 statt.
Ihre Länge betrug 77,1 Meter, sie war 13,2 Meter breit, hatte einen Tiefgang von 7,3 Metern und war mit 2480 BRT bzw. 6100 Tonnen vermessen. Der Antrieb bestand aus einer 3-Zylinder-Dreifach-Expansionsmaschine mit kohlebefeuerten Kesseln, die 1.450 PS erzielten und auf eine Schraube wirkten. Damit erreichte sie eine Höchstgeschwindigkeit von 10 Knoten. Während ihrer Zeit in der polnischen Marine betrug die Besatzungsstärke 4 bis 6 Offiziere und 30 Mannschaften.

## Geschichte

### Französisches KohlenschiffP.L.M. 5
Während des Ersten Weltkrieges suchte die französische Eisenbahngesellschaft Compagnie Paris-Lyon-Méditerranée nach Möglichkeiten, ihren Kohlebedarf zuverlässig und unabhängig von der Bedrohung durch deutsche Kriegsschiffe, Minen oder Requirierungen von Schiffsraum durch alliierte Regierungen zu sichern. Dazu legte sich die PLM 1916 und 1917 eine Flotte von zunächst zehn Kohletransportern zu. Geeignete Schiffe fand sie erst in den Vereinigten Staaten, wo der Schiffsmarkt etwas entspannter war als in Großbritannien und Europa.
Bei der Schiffswerft Great Lake Engineering Works wurde sie fündig und legte sich dort auf Umwegen die ersten fünf Schiffe zu. Ursprünglich wurde das Schiff für die Clinchfield Navigation Company aus New York auf Kiel gelegt und während des Baus von der Oriental Navigation Corporation (New York) übernommen. In der Schifffahrtspresse der damaligen Zeit wurde offen berichtet, dass diese Firma lediglich als Käufer für den französischen Kunden diente. Für die neuerworbenen Schiffe gründete die Compagnie Paris-Lyon-Méditerranée eine eigene Reederei, die „Société nationale d’Affrètement“. Die Schiffe erhielten als Namen lediglich das Kürzel P.L.M. und eine fortlaufende Nummer.
Nach dem Erhalt des Schiffes im Oktober 1916 finden sich nur wenige Angaben über den Einsatz der P.L.M. 5. Während des Ersten Weltkrieges luden die Schiffe Kohle in britischen Häfen in Südwales oder an der Nordostküste, manchmal auch in Dünkirchen und löschten sie in Marseille. Zugleich liegen Informationen über Transporte von nicht näher spezifiziertem Kriegsmaterial vor, das durchaus auch Kohle gewesen sein kann. Auch nach dem Ersten Weltkrieg setzte die Compagnie Paris-Lyon-Méditerranée den Kohlentransport mit ihrer Flotte fort. Aus welchen Gründen die Reederei die P.L.M. 5 im Frühjahr 1924 verkaufte, ist allerdings unklar.

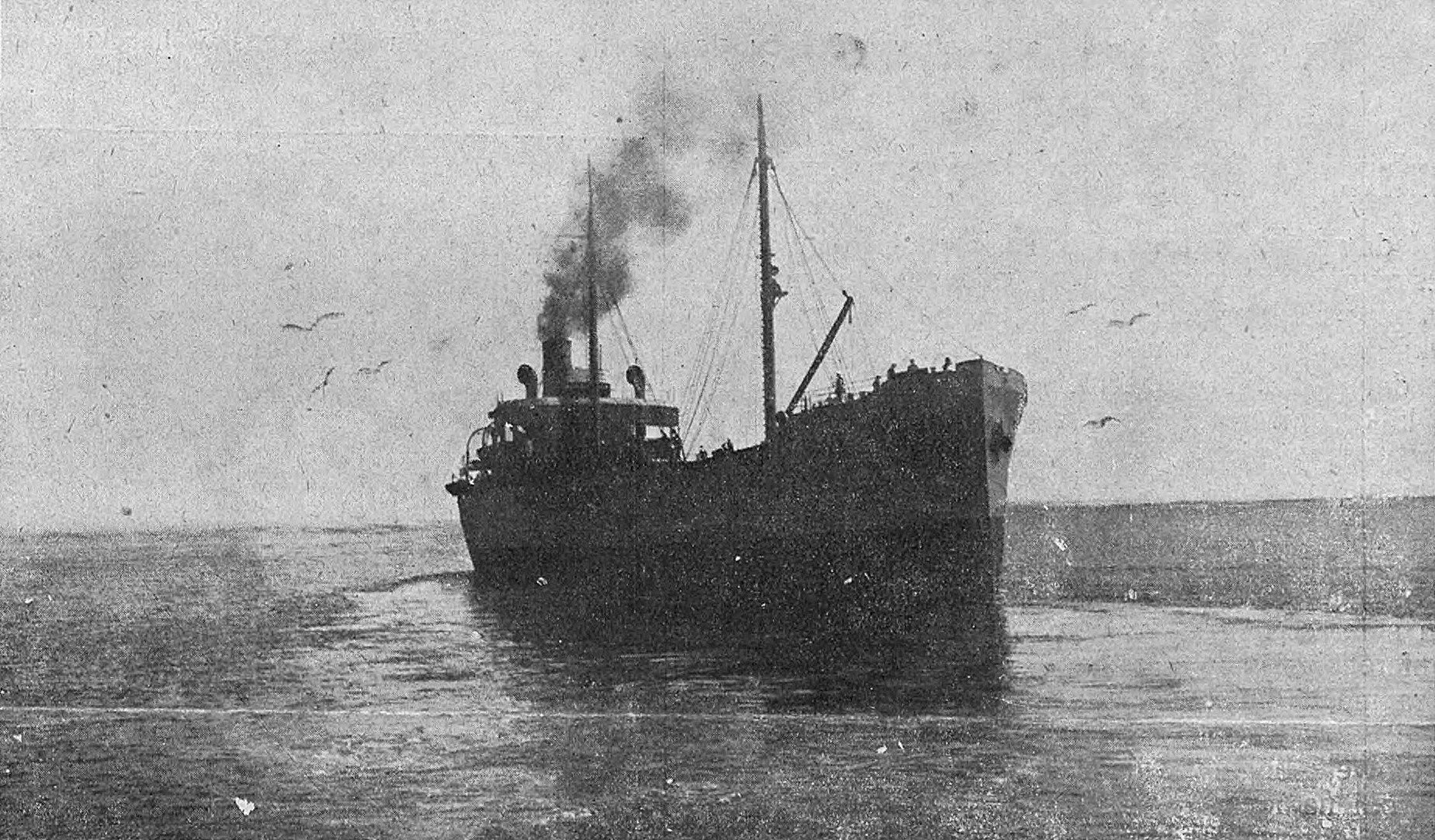
Die Warta ca. 1924

### PolnischeWarta
Bereits im Januar 1924 kaufte die polnische Marine das Schiff in Frankreich. Nach dem Polnisch-Sowjetischen Krieg von 1919–1921 benötigte die polnische Armee eigene Transportkapazitäten, um militärische Güter, die aufgrund der Spannungen mit den Nachbarländern fast nur auf dem Seeweg transportiert werden konnten, in das Land zu bringen. Das Schiff wurde zunächst den Bedürfnissen der polnischen Marine angepasst und auf der Werft in Cherbourg vom 3. März bis 3. Juni geringfügig umgebaut.
Es erhielt den Namen Warta – der polnische Name der Warthe, einem Nebenfluss der Oder. Die Übergabe und Indienststellung erfolgte am 3. Juni 1924 ebenfalls in Cherbourg. Der erste Kommandant der Warta wurde Cdr. Mieczyslaw Burchardt, der 1925 dann den Marinefrachter und Schulschiff Wilia übernahm. Wann genau die Bewaffnung von zwei 47-mm-Geschützen eingebaut worden ist, bleibt unklar.
Hauptaufgabe des Schiffes war der Transport von Militärgütern – insbesondere von Frankreich nach Polen. Diese Aufgabe übernahm das Schiff von Beginn an: Bereits am 28. Juni 1924 transportierte sie in Frankreich gekauftes Material für die polnische Armee nach Danzig. Bei einer der nächsten Reisen war sie das erste polnische Schiff, das auf dem Weg nach Genua die Straße von Gibraltar durchquerte. Mitte November 1924 kehrte sie nach Polen zurück.
Seit die polnische Marine 1925 die etwa um die Hälfte größere Wilia gekauft hatte und mit ihr nicht nur Militärgüter transportierte, sondern den neu erworbenen Transporter auch als Schulschiff einsetzte, nehmen die Informationen über Einsätze der Warta sofort ab. 1926 verholte das Schiff für Reparaturen nach Danzig. Nach etwa drei Jahren löschte die Marine am 20. April 1927 das Schiff aus ihrer Liste und übertrug es an das Ministerium für Industrie und Handel mit Registrierung in Gdynia. Diese gab es 1932 wiederum an die Gesellschaft für Navigation, ebenfalls in Gdynia, weiter. Von 1933 bis zu ihrem Verkauf 1935 blieb es dort aufgelegt.

### FrachtschiffTurulunter der Flagge von Ungarn und Panama
Rund um den ersten Verkauf von 1935 gehen die Angaben in der Literatur auseinander: Ein polnischer Überlieferungsstrang berichtet vom Verkauf bereits im September 1933, ein anderer erst vom Jahr 1935 an Orazio Resini in Genua und der Registrierung im ungarischen Budapest. Das Schiff war zunächst weiterhin als Warta im Einsatz und soll 1935 aufgelegt worden sein.
Noch 1935 erfolgte der Verkauf an Bernhard Burger, dem ungarischen Konsul in Genua, für die Finagra SA. Es erhielt nun den Namen Turul nach dem mythologischen Vogel aus der Zeit der Árpáden, einer ungarischen Herrscherdynastie von 1001 bis 1301. Die Turul soll in dieser Zeit im Lokalverkehr in den malaiischen Gewässern eingesetzt worden sein. Ein erneuter Eigentümerwechsel fand 1938 statt: Besitzer wurde nun die Genfer „Société Anonyme Maritime Commerciale“ der „Anglo-Swiss-Maritime Company Ltd.“ aus London. Das Schiff blieb in Budapest registriert. Die „Société Anonyme Maritime Commerciale“ strich das Schiff im Sommer 1940 aus dem ungarischen Schiffsregister und registrierte es in Panama.
Bereits seit März 1940 und bis April 1945 fuhr die Turul in britischen Konvois als Frachtschiff. Befahren wurden schwerpunktmäßig Routen zwischen Liverpool, Wales, Belfast und Schottland sowie nach Gibraltar und Reykjavík in Island. Bekannt sind folgende Fahrten:
- Konvoi HG 23: 20. März 1940 Gibraltar – 30. März 1940 Liverpool
- Konvoi OB 140: 3. Mai 1940 Milford Haven – Liverpool – ?
- Konvoi OG 28: ? auf See gebildet – 10. Mai 1940 Gibraltar
- Konvoi HG 33: 8. Juni 1940 Gibraltar – 18. Juni 1940 Liverpool
- Konvoi OB 178: 3. Juli 1940 Clyde – Liverpool – Konvoi aufgelöst
- Konvoi OB 224: 5. Oktober 1940 Milford Haven – Liverpool – Konvoi aufgelöst
- Konvoi BB 36: 20. Juni 1941 Holyhead – Belfast Lough – 21. Juni 1941 Milford Haven – Barry
- Konvoi QB 347: 16. Juli 1941 Liverpool – 31. Juli 1941 aufgelöst vor Ziel Reykjavík
- Konvoi BB 62: 16. August 1941 Belast Lough – 18. August 1941 Milford Haven – Barry
- Konvoi BB 70: 31. August 1941 Holyhead – Belfast Llough – 2. September 1941 Milford Haven – Barry
- Konvoi ON 19: 20. September 1941 Liverpool – Milford Haven – ? Konvoi aufgelöst
- Konvoi RU 3: 1. Januar 1942 Reykjavík – 6. Januar 1942 Loch Ewe – Belfast Lough
- Konvoi BB 121: 7. Januar 1942 Belfast Lough – 8. Januar 1942 Milford Haven – Barry
- Konvoi BB 158: 5. April 1942 Holyhead – Belfast Lough – 8. April 1942 Milford Haven – Swansea
- Konvoi WN 284: ? Loch Ewe – 19. Mai 1942 Methil
- Konvoi EN 238: 4. Juni 1943 Methil – 6. Juni 1943 Loch Ewe
- Konvoi UR 78: ? Loch Ewe – 12. Juni 1943 Reykjavík
- Konvoi RU 78: 17. Juni 1943 Reykjavík – 22. Juni 1943 Loch Ewe – Belfast Lough
- Konvoi UR 82: ? Loch Ewe – 14. Juli 1943 Reykjavík
- Konvoi RU 83: 26. Juli 1943 Reykjavík – 30. Juli 1943 Loch Ewe
- Konvoi EN 365: 31. März 1944 Methil – 2. April 1944 Loch Ewe
- Konvoi UR 115: ? Loch Ewe – 7. April 1944 Reykjavík
- Konvoi RU 116: 19. April 1944 Reykjavík – 22. April 1944 Loch Ewe
- Konvoi UR 119: ? Loch Ewe – 10. Mai 1944 Reykjavík
- Konvoi RU 120: 21. Mai 1944 Reykjavík – 24. Mai 1944 Reykjavík
- Konvoi UR 125: ? Loch Ewe – 27. Juni 1944 Reykjavík
- Konvoi RU 126: 7. Juli 1944 Reykjavík – 11. Juli 1944 Loch Ewe
- Konvoi UR 130: ? Loch Ewe – 6. August 1944 Reykjavík
- Konvoi RU 131: 17. August 1944 – 20. August 1944 Loch Ewe
- Konvoi UR 135: ? Loch Ewe – 15. September 1944 Reykjavík
- Konvoi RU 139: 19. Oktober 1944 Reykjavík – 23. Oktober 1944 Loch Ewe
- Konvoi UR 143: ? Loch Ewe – 18. November 1944 Reykjavík
- Konvoi RU 144: 29. November 1944 Reykjavík – 4. Dezember 1944 Loch Ewe
- Konvoi EN 475: 13. Februar 1945 Methil – 15. Februar 1945 Loch Ewe
- Konvoi UR 155: ? Belfast Lough – 1. März 1945 Reykjavík
- Konvoi UR 157: ? Loch Ewe – 20. März 1945 Reykjavík
- Konvoi RU 158: 2. April 1945 Reykjavík – 7. April 1945 Loch Ewe

Nach dem Zweiten Weltkrieg blieb das Schiff ohne bemerkenswerte Ereignisse im Besitz der Reederei. Im August 1952 wurde es am Bristolkanal im Hafen von Barry (Wales) aufgelegt, bis es zum Abwracken verkauft wurde. Auf ihrer letzten Fahrt erreichte die Turul am 19. Dezember 1954 Milford Haven in Wales und wurde bei T. W. Ward Ltd. abgewrackt.